# 霞ヶ浦の歴史

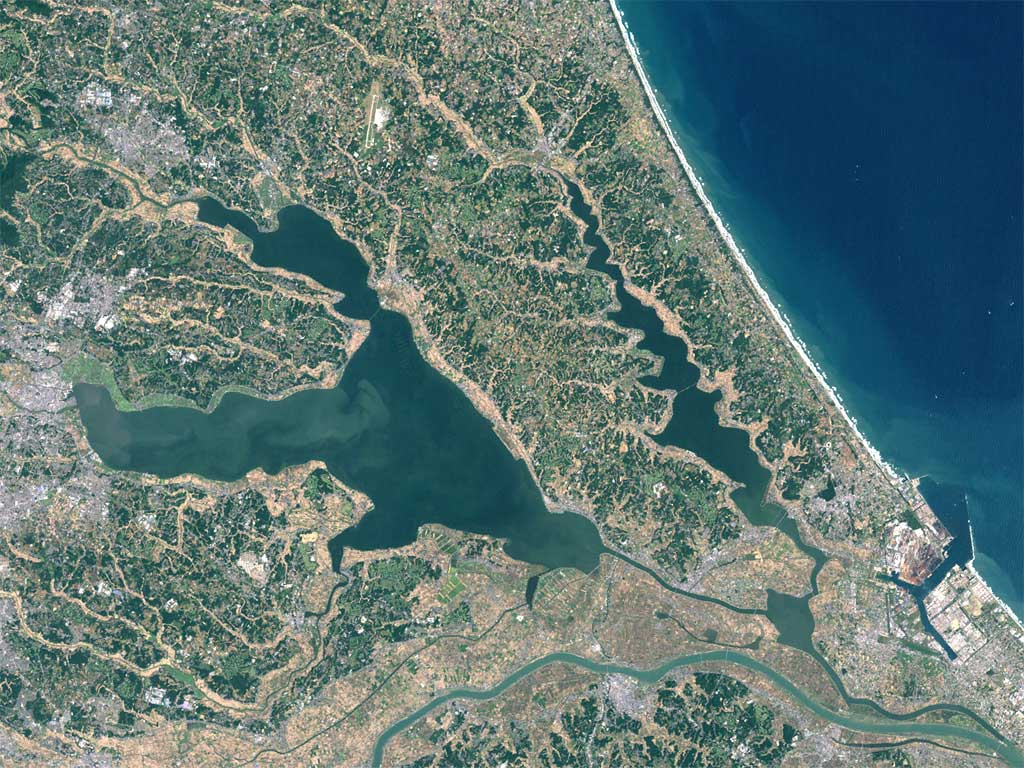
ランドサットによる霞ヶ浦の衛星写真／左が西浦（狭義の霞ヶ浦）、右が北浦で、その下に外浪逆浦がある。画面下の河川は利根川。

霞ヶ浦の歴史（かすみがうら の れきし）では、霞ヶ浦の歴史について詳述する。

## 先史時代
今から一つ前の間氷期、約12万年前の下末吉海進と呼ばれた時代、霞ヶ浦の周辺は関東平野の多くと同じく古東京湾の海底であり、7万2千年前ごろの最終氷期の始まりとともに徐々に陸地化したと考えられている。3万年前まで鬼怒川が現在の桜川の流路を流れ現在の西浦となる河谷を作った。その後、男体山・那須岳・富士山などの火山の活動期（関東ローム層の形成）を経て、2万年前には陸地化とともにできた川筋によって鹿島・行方（なめかた）・稲敷・新治の各台地が分割され、現在の霞ヶ浦の地形の基礎を形作られたという。
1万数千年前からは、徐々に温暖化が始まりふたたび海面が上昇（いわゆる縄文海進）。このことによって低地が古鬼怒湾とよばれる海の入り江となったとされる。現在霞ヶ浦周辺で多く見られる貝塚はこの時期に形成されたと考えられている。当時この周辺に住んでいた人々は、北海道のアイヌの祖先と非常に似通った文化や言語を持っていたとされ、アイヌ語系の由来をもつと考えられている地名などが点在している。

## 古代
4世紀から7世紀にかけて霞ヶ浦周辺でも古墳が築造されるようになり、当時のヤマト王権と手を結ぶような勢力を持つ豪族があらわれるようになる。
720年代に書かれたという『常陸国風土記』によれば、霞ヶ浦は場所によって信太の流海、高浜の流海、佐賀の流海、行方の流海、鹿島の流海、香取の流海など「流れ海」と呼ばれていた。また、「謂（い）はゆる行方（なめがた）の海なり。海松（みる）、及（また）、塩を焼く藻生う。凡て、海にある雑（くさぐさ）の魚（うを）は、載するにた勝ふべからず。（行方郡）」との記述があり、塩を生産したり、多くの海水魚が生息するような内海であったと考えられる。

## 中世

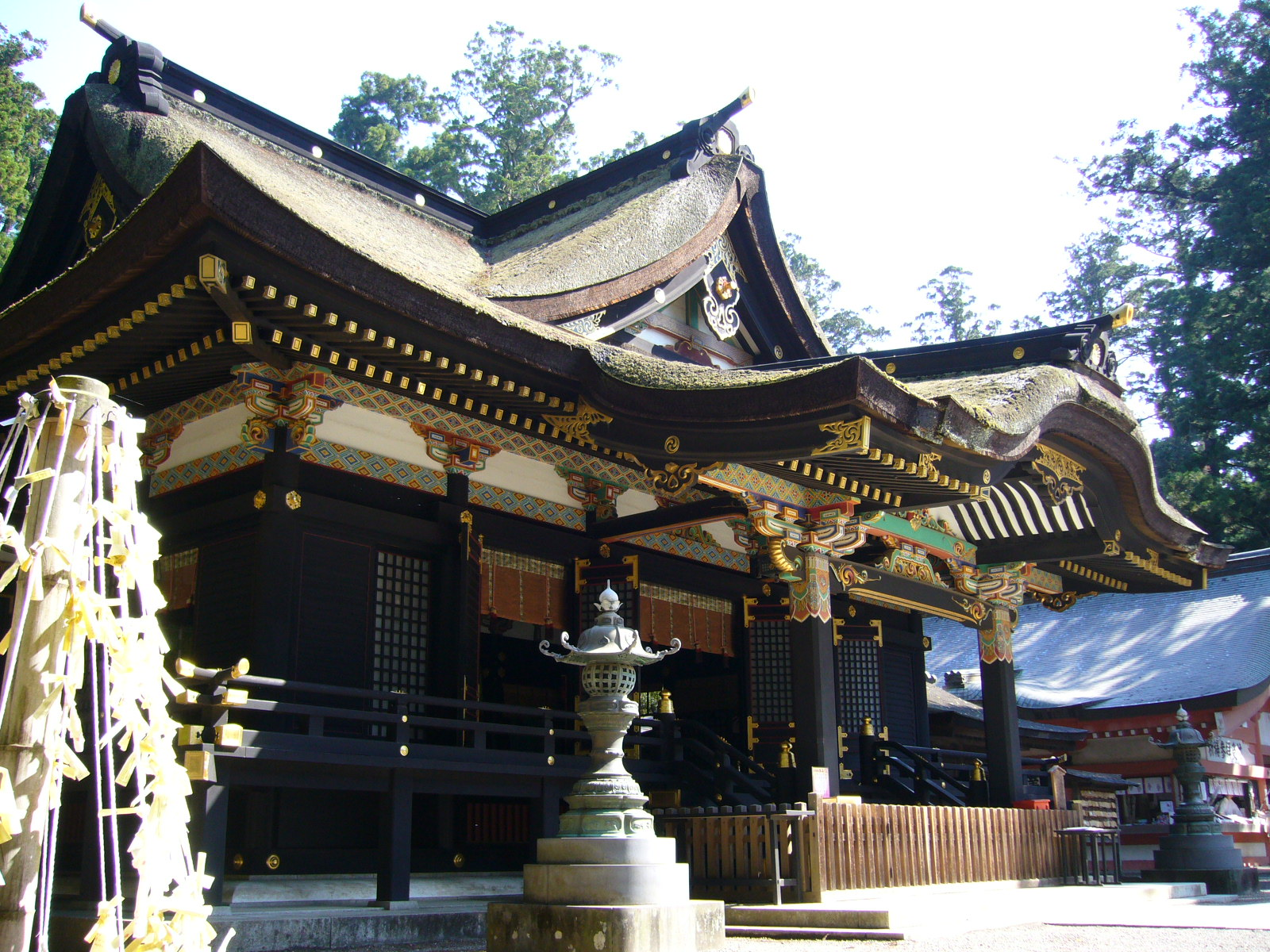
香取神宮拝殿

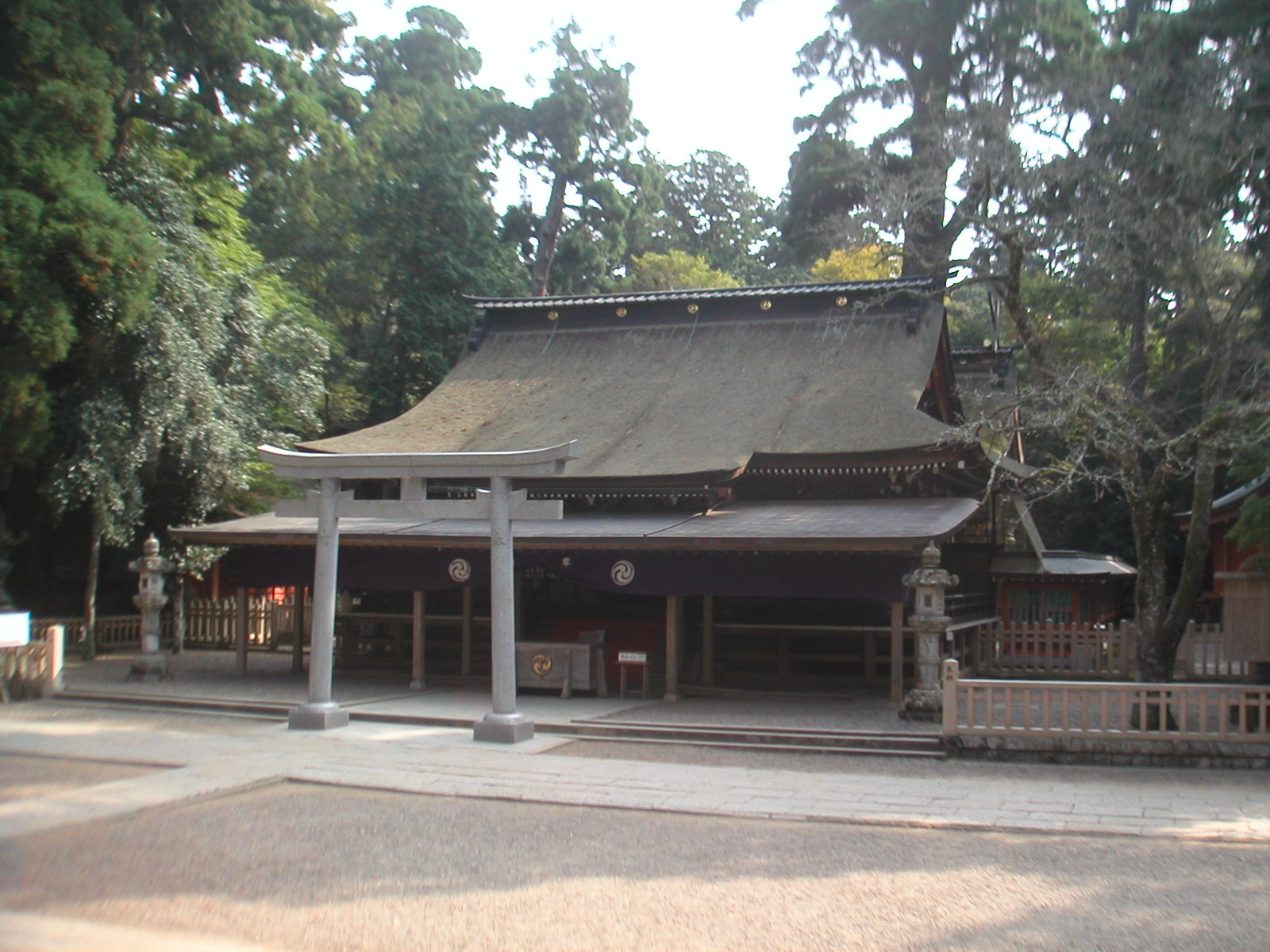
鹿島神宮拝殿

北畠親房

『常陸国風土記』の時代に内海であった霞ヶ浦は、その後の鬼怒川や小貝川による堆積の影響から、海からの海水の流入が妨げられるようになって淡水が混じりはじめ、汽水湖としての性格を強めていったと考えられている。湖底の調査によって、汽水域で生息するヤマトシジミの貝殻が15世紀から16世紀ごろに大量に堆積していることがわかっており、当時の霞ヶ浦が汽水湖であったことを物語っている。
平安時代末期から室町時代にかけての香取神宮文書や鹿島神宮文書には「海夫」とよばれた人々が記されている。それによると海夫は香取社大禰宜（ねぎ）や鹿島社大宮司の支配下にあり、神祭物を納める代替として漁業や水運などの特権が認められていた。鹿島と香取の両社は内海であった霞ヶ浦の「扇の要」に位置しており、物資の集散地であったほか東国を代表する神社としても有名であった。さらに、海夫が活躍したころの航海は自然の脅威や海賊の襲撃などの危険が多かったため、航海の安全を守る鹿島・香取の両社への信仰が高まり海夫たちと深く結びついたという。
一方、中世には常陸大掾（だいじょう）氏が常陸国府の大掾職を世襲。職名を名字として勢力を拡大していき、戦国時代まで各分家が霞ヶ浦周辺を勢力下においている。また、南北朝時代には北畠親房が南朝方立て直しのため数年にわたり霞ヶ浦周辺で激しい戦いを繰り広げた。その攻防の背景には先述の海夫の存在があったと考えられている。戦国時代、霞ヶ浦周辺では、守護の佐竹氏、関東管領の上杉氏、古河公方の足利氏、後北条氏が覇権を争ったが、北方の佐竹氏が勢力を南下させた。1591年に豊臣秀吉の権を背景に、佐竹義宣が霞ヶ浦周辺の地元領主（南方三十三館）を誘殺し、佐竹氏が周辺域を掌握している。

## 近世

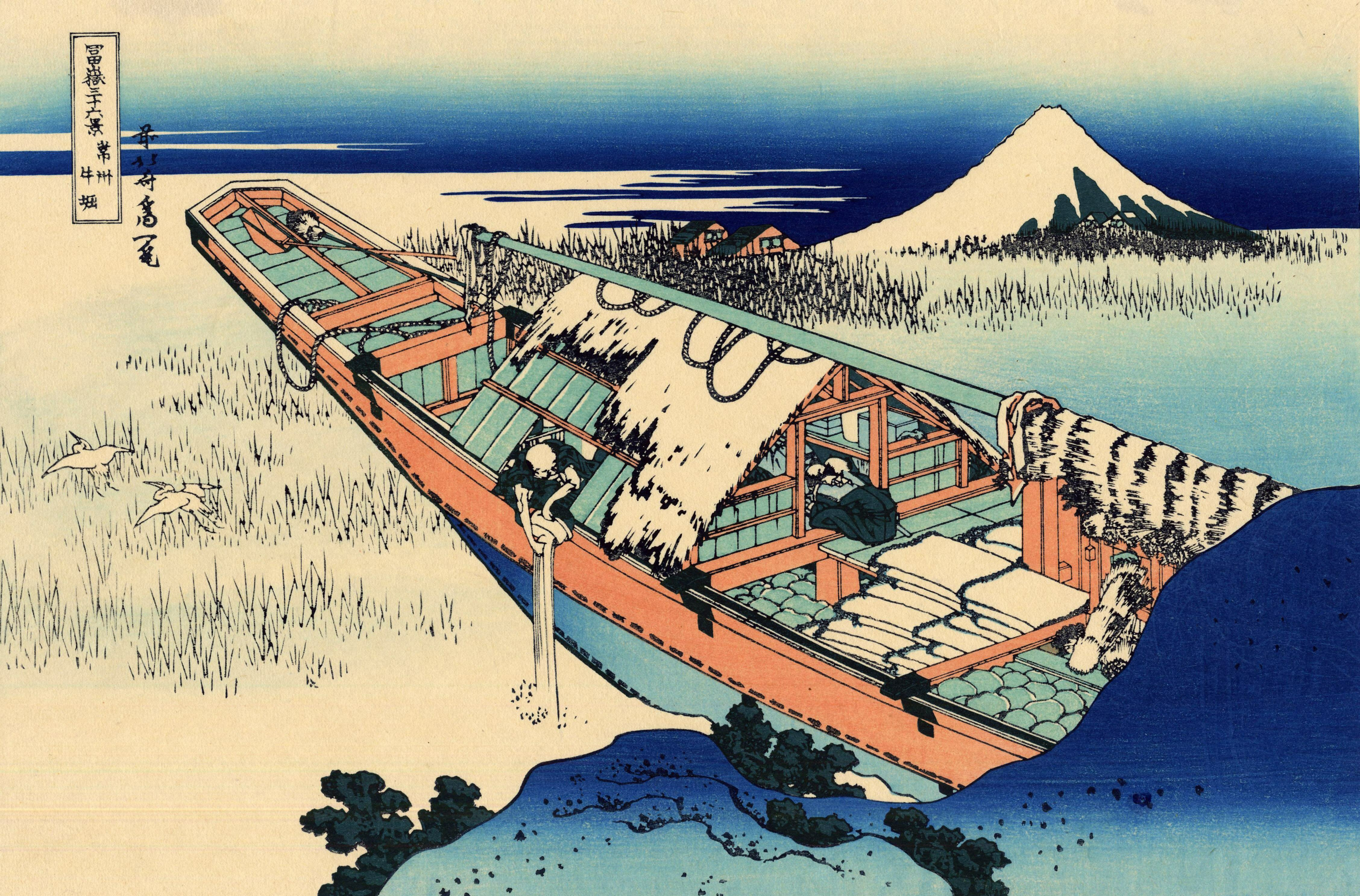
葛飾北斎『富嶽三十六景 常州 牛堀（ふがくさんじゅうろっけい　じょうしゅう うしぼり）』／名所浮世絵揃物『富嶽三十六景』の第19景。この画像は違うが、初摺は藍摺であった。常陸国行方郡牛堀村（幕藩体制下の常州水戸藩知行牛堀村。現・茨城県潮来市牛堀） を描いている。当時の牛堀は富士見の名所でもあった霞ヶ浦の南端の水郷で、鹿島や銚子（現在の鹿嶋市辺りや銚子市辺り）などへ向かう航路として往来が盛んであった。朝霧の中、葦茂る水の上に1艘の大振りな高瀬船が浮かんでいる。帆は帆柱ごと畳まれていて船出にはまだ刻がある。このような船の船乗りは陸の宿には滅多に泊まらず、船上で寝起きするものである。船首近くには造りのしっかりした切妻屋根を設けた部屋がある。男の一人は飯炊きの支度をしており、屋根の板を外して船外へ身を乗り出して磨ぎ汁を捨てている。その音に驚いて葦の茂みから2羽の白鷺が飛び立っている。なお、霞ヶ浦は確かに富士見の名所ではあったが、実際はここまで大きく見えたわけではない。

江戸時代にはいり、のちに利根川東遷事業と呼ばれる一連の河川改修の結果、利根川の水は霞ヶ浦方面にも流れ出すことになった。このことで、利根川をさかのぼり、江戸川を経由して江戸に至るという関東の水運の大動脈が開通する。
当時の技術水準においては、水運のほうが陸運よりも格段に効率よく物資を運べたため、河川は大小を問わず水運のルートとなった。霞ヶ浦周辺からは米はもちろん筑波山麓の木材や土浦の醤油、石岡の清酒など流域の産物を江戸へと送る流通幹線となっていた。このほか、霞ヶ浦や利根川は東北地方からの物産を運ぶルートにもなっていたため（房総半島廻りの海路よりも安全性が高かった）、高浜、土浦、鉾田、大船津といった河岸（かし）と呼ばれる港は大いに繁栄した。
一方、霞ヶ浦や利根川沿いの低湿地の開発は近世に入ってからといわれる。徳川家康が関八州に移封された1590年ごろから今の北利根川と利根川にはさまれた「十六島」と呼ばれる地域が開発され、それ以降、利根川東遷事業とともに鬼怒川や小貝川下流域、新利根川の開削とその周辺の新田開発などが大規模に行われるようになっている。
水運や開発という恩恵を霞ヶ浦周辺にもたらしたこの利根川東遷であるが、1783年の浅間山の大噴火がひとつの転機をもたらす。集落を全滅させるなど死者2 - 3万人を出したこの噴火による大量の火山灰は、天明の大飢饉の一因となったといわれるが、同時に利根川の河床を堆積によって急激に上昇させ、利根川（特に江戸川分岐点より上流）の水害を激化することにもつながった。これに対し、幕府は江戸川への流入量の制限や川の拡幅によって銚子方面へ流れる水の量を増やす工事を行う。これが結果として利根川の霞ヶ浦をふくむ利根川下流域に洪水を追いやり、水害を深刻化する原因となる。結局、大規模な浚渫によってこの浅間山噴火の影響が取りのぞかれるのは明治時代後期になってからである。
また、浅間山の噴火は河床への堆積を招いて海水の流入を妨げ、河川改修による利根川上流からの堆積量の増大も霞ヶ浦へ流入する海水を少なくすることに貢献した。また、当時は小氷期とも呼ばれる冷涼な時代で、海水面が低下していたことも同様に一層の淡水化を促すものだった。これらの結果、生息する魚介類も海水から汽水・淡水に生息するものへと変化し、漁業も現在のものに近いワカサギやコイ・フナなどを対象とするものが定着していったと考えられている。

## 近代

### 治水

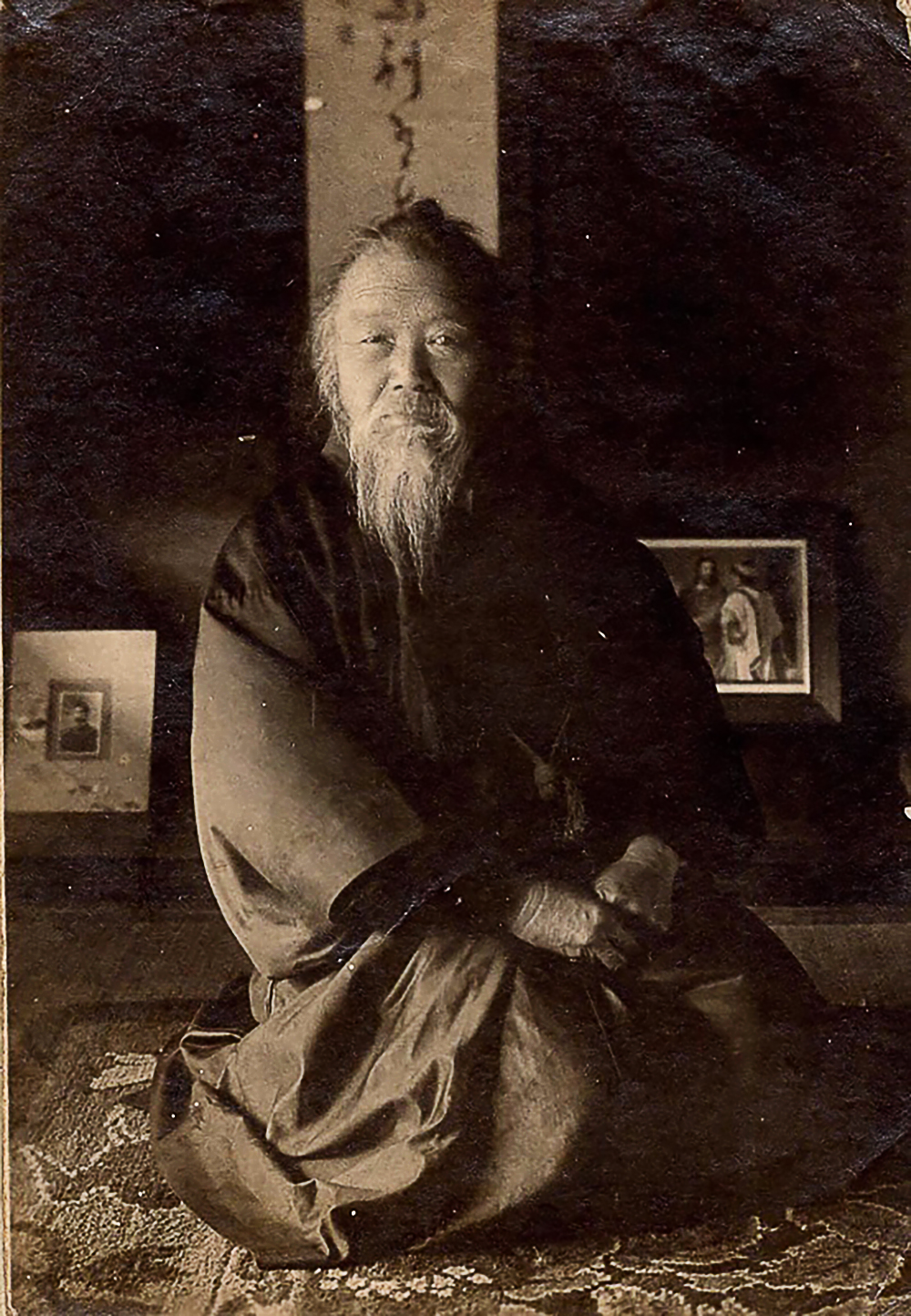
田中正造

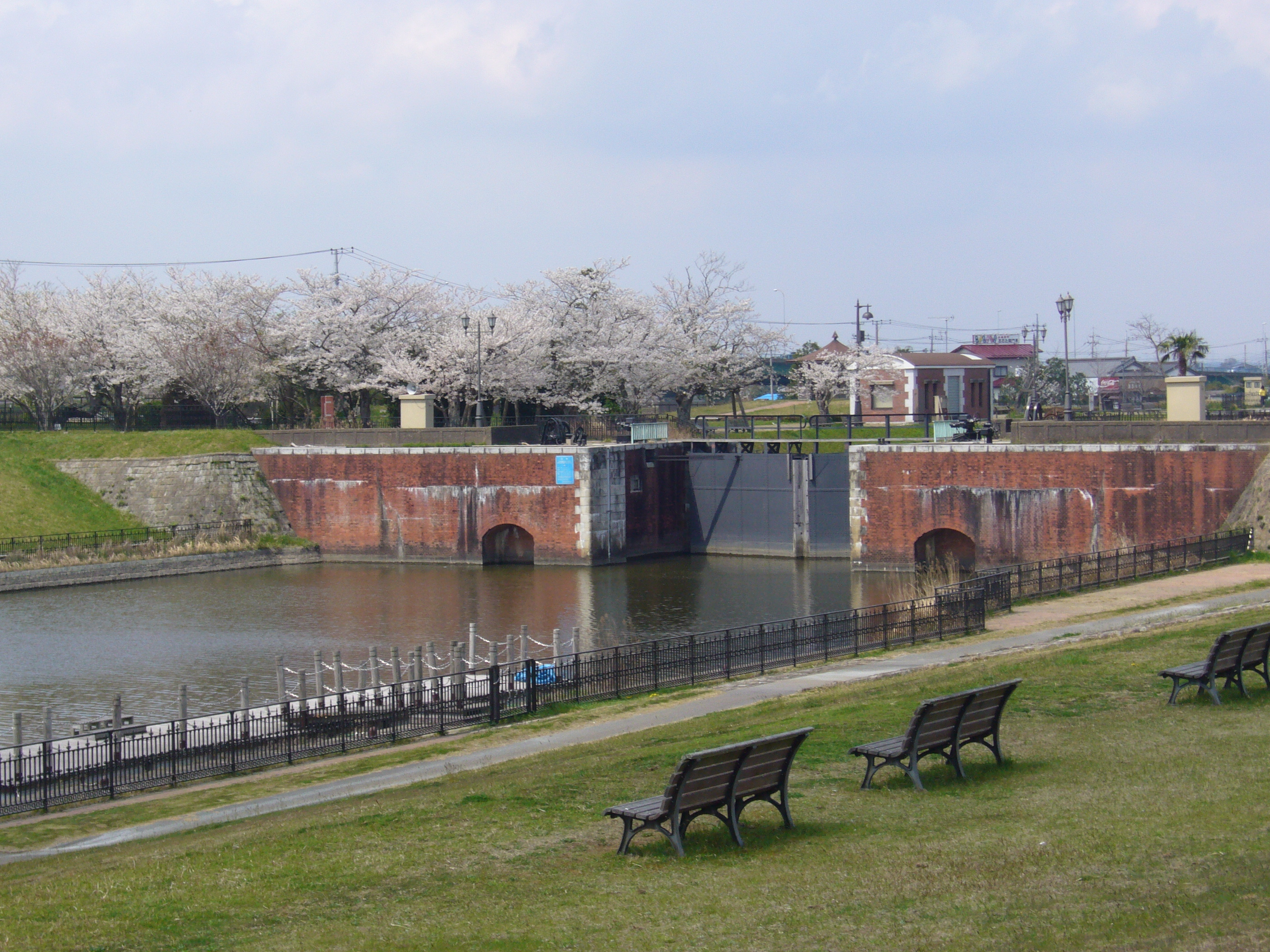
横利根閘門

明治政府は、本来の流路に近く、河床勾配もきつい江戸川を利根川主流にしようとする「江戸川主流論」などの影響もあり、すぐには水害が激化した利根川の治水方針を明確にできないままであった。しかし、足尾鉱毒事件が発生し、田中正造らの活動によってその被害がつまびらかにされていくにつれ、霞ヶ浦や銚子方面を利根川主流とする方針が明確になる。当時、政府は銅の産出を止めることはできず、なおかつ人口密集地でもある東京方面の被害拡大は避けねばならなかった。そのため、利根川主流を銚子方面に定め、より多くの水を流下させる方針が固まるのである。
この方針は結果として霞ヶ浦の治水対策を強化していく事情につながる。明治後期に始まったこの大規模な利根川水系の河川改修は、横利根川に横利根閘門を建設するなどして利根川と霞ヶ浦水系を分離するもので、利根川との合流点を現在の常陸川水門（逆水門）がある地点まで引き下げて事業は1930年に竣工する。しかし、1938年6月に霞ヶ浦の近代治水史上最大の大洪水が発生する。「昭和13年の洪水」として人々に記憶されるこの洪水は、霞ヶ浦から利根川に合流する水路の排水能力不足が原因となり、霞ヶ浦は1か月以上も湛水する結果となった。この洪水で土浦市では市街の大半が浸水。十数日も濁流が停滞したために赤痢等も発生した。
さらに1941年にはふたたび大規模な洪水が発生。完全に水が引くまでには2か月もかかった。このときの洪水は利根川上流部で大雨が降り、その結果起きた利根川から霞ヶ浦への「逆流」が原因となった。
これらの二度にわたる大洪水は1939年に起工された利根川増補計画の教訓となり、常陸利根川と利根川の合流点に逆水門を建設し、新たに西浦から外浪逆浦を経由し鹿島灘に直接排水する「霞ヶ浦放水路」が計画されることとなった。しかし、この計画は太平洋戦争が勃発したため、ほとんど工事が行われないまま戦後へと引き継がれることとなる。

### 水運
明治に入ると利根川水系に蒸気船が就航し、霞ヶ浦にもまもなく航路が開設されるようになる。航路には10社以上の船会社が参入したため会社間の競争は激しく、各社は犬猿の仲で、狭い水路で出会うとわざと船を衝突させて船員同士が喧嘩を始め、やがて乗客を巻き込んだ大乱闘に至ったこともあったという。
当時は土浦や高浜、鉾田などから銚子、銚子から東京に船で行くルートなどがあったが、1886年12月に日本鉄道土浦線（現在の常磐線）が土浦駅-田端駅間で開通。それまで、都心まで一泊二日かかったところが2時間の所要時間に短縮された。また、1897年に本所駅-銚子駅間で総武鉄道（今の総武本線）が開通すると長距離航路は急速に減衰していき、水運は霞ヶ浦と利根川下流域を結ぶ短・中距離航路へと性格を変えていった。太平洋戦争中には一部の船が徴用され便数も激減したが、戦後になって復活している。

### 漁業
大徳網や延縄など漁具漁法のほとんどは江戸時代に生まれたものとされるが、有名な帆曳船による「帆曳き漁」は明治時代初期に考案されたものである。
帆曳き漁は1885年ごろにシラウオの漁獲を目的に創始されたといわれ、1889年ごろにワカサギ用にも改造された。帆曳き漁は風の力で網を曳くため、風のないときは操業できなくなる。当初は規模も小さかったが様々な改良がなされて霞ヶ浦に広く普及し、1966年ごろにトロール漁(機船底引き網)が登場するまで霞ヶ浦を代表する漁法となった。なお、霞ヶ浦のうち、北浦では、乱獲への警戒などからトロール漁の解禁が遅れたため、1980年代までは操業していた。
現在では春から秋にかけて帆曳き船を観光用に運行している。

### 干拓
近代に入ってからは第一次世界大戦に起因する食糧不足や米騒動を受けて1919年に開墾助成法が制定される。それによって干拓事業が推進され、1920年代 - 1930年代を中心に多くの干拓事業が起工されている。ちょうど、日本の産業化が進むことで食料増産の必要性が高まる時期でもあったといえる。

### 軍事・航空

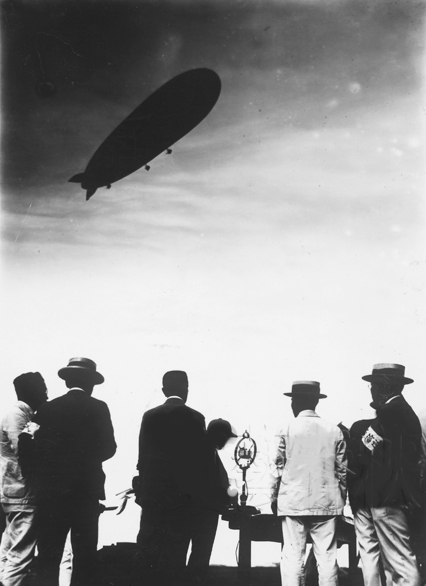
霞ヶ浦航空隊基地に来航したツェッペリン伯号

1916年、現在の茨城県土浦市および阿見町の湖畔一帯に、大日本帝国海軍の航空施設が建設され、霞ヶ浦は日本の近代軍事史、および航空史上において重要な役割を担うこととなる。
その後の飛行船や航空機といった航空技術の向上とともに、航空戦力の重要性は高まり、規模は次第に拡張され霞ヶ浦海軍航空隊が設置された。軍事施設の周囲は、霞ヶ浦の水域を含めて立ち入り禁止とされていたが、取り締まりの危険を冒して漁をする住民もいた。
1929年8月19日には、当時世界最大の飛行船だったドイツのツェッペリン伯号が世界一周中に霞ヶ浦航空隊に寄航。このときは、上野から土浦への臨時列車が運行されるなど東京からも見物客が押し寄せ、観衆は30万人に及び「君はツェッペリンを見たか！」という新聞の見出しが流行語になったと言われている。この当時、霞ヶ浦航空隊には第一次世界大戦・ヴェルサイユ条約に基づくドイツからの戦利品である飛行船用の巨大格納庫 があり、湖畔にあるため見晴らしがよく、風も穏やかで航行の条件がよかったことから寄港地として選定されたという。この格納庫は戦後解体されたが、飛行船飛来記念碑の東南東にあった。

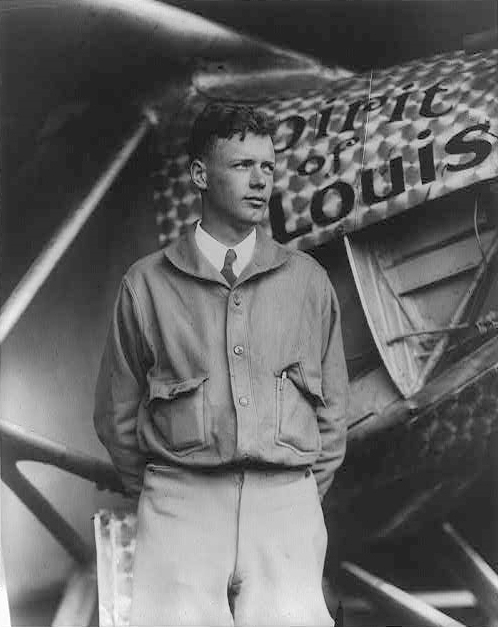
チャールズ・リンドバーグ

また、1931年8月には、大西洋単独無着陸飛行をはじめて成し遂げたチャールズ・リンドバーグ夫妻が北太平洋航路調査のため来日。26日に霞ヶ浦を訪れた。土浦市史によれば、このころの霞ヶ浦は、外国機が次々と飛来し「世界的空港」と謳われていたとされる。
一方、霞ヶ浦航空隊は日本最大の航空戦力の施設として発展し、予科練の訓練学校も設置された。太平洋戦争開戦のころには、陸軍で云う旅団規模であり、大佐または少将が隊長に就任していた。後の連合艦隊司令長官や海軍次官となる山本五十六が、大佐時代に航空隊の副長や航空学校教頭であったことでも知られており、現在でもそれにちなんだ銅像がある。
終戦後、軍事施設の面積は縮小され、その跡には陸上自衛隊霞ヶ浦駐屯地（および関東補給処、航空学校霞ヶ浦校）や土浦駐屯地（および武器学校）がある。

## 現代

### 治水・利水

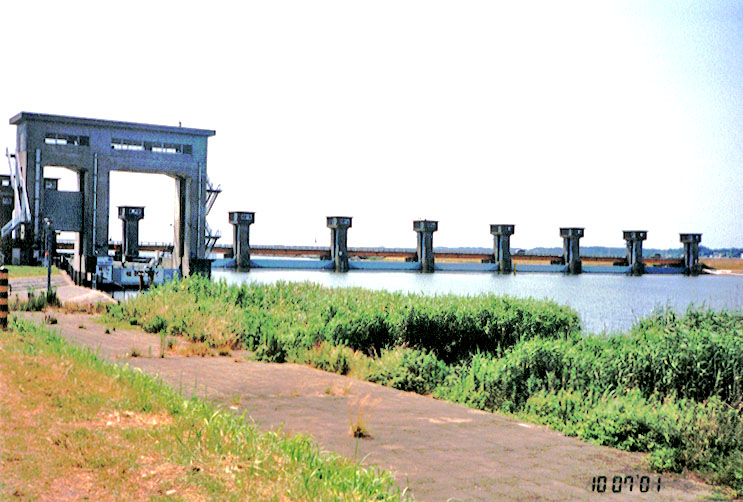
常陸川水門

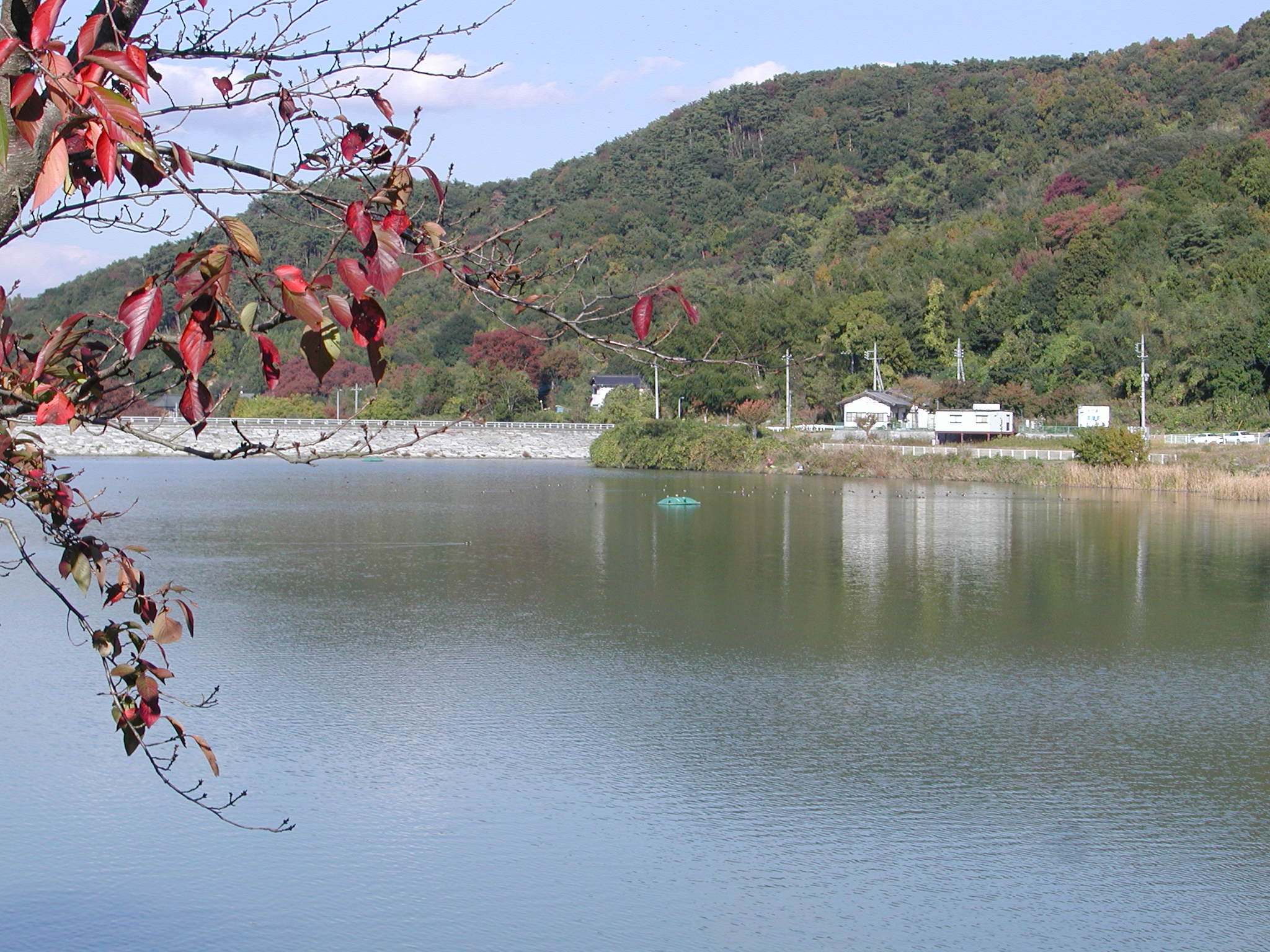
つくし湖（霞ヶ浦用水）

敗戦後、戦前に計画された霞ヶ浦放水路計画は河口維持の難点や工費を理由に、既存の北利根川や常陸利根川の拡幅と浚渫によって拡張し、逆水門を建設する案に変更された。これにより、1948年から浚渫工事が着手される。しかし、このことによって海水が流入しやすくなり、「昭和33年塩害」など霞ヶ浦の周辺域では農作物被害などの塩害が顕著に発生するようになったことが常陸川水門（通称：逆水門）の建設を強く促進した。常陸川水門は、当初から汽水性のヤマトシジミが生息できなくなることなどから特に漁民の強い反対を招いてきたが、水門の完成によって霞ヶ浦の淡水化は決定的になった。
一方、当時の日本は1960年に国民所得倍増計画、1962年には全国総合開発計画が策定され、高度経済成長のさなかにあり、それに伴う霞ヶ浦への利水上の要請は霞ヶ浦開発事業へと発展することとなる。霞ヶ浦開発事業は広域地域開発と首都圏の長期的な水需要のための利水と治水の目的で行われ、1968年に建設省によって着工され、1971年に水資源開発公団が事業を継承。以来25年の歳月をかけて1996年に総事業費約2864億円で完成した。
また、この他の霞ヶ浦での水資源開発の大きな事業は、霞ヶ浦導水事業や霞ヶ浦用水事業があげられる。霞ヶ浦導水事業は那珂川の下流部と霞ヶ浦・利根川を巨大な地下水路で結ぶ計画であり、1984年に着工。2000年竣工の予定であったが、完成には至っておらず、さらなる期間の延長と事業費の投入が行われている。また、霞ヶ浦用水事業は、霞ヶ浦から筑波山をトンネル水路で通過し、つくし湖（南椎尾調整池）を経て茨城県南西部へ灌漑用水や都市用水を供給する事業で、1994年3月に総事業費約895億円で完成している。
これらの一連の事業は、鹿島臨海工業地帯の開発や筑波研究学園都市などの開発事業や、首都圏・都市域の拡大と人口増加を背景にした水資源開発の要請と連動しつつ行われきたものである。

### 水運
戦後の混乱期を経て、市民生活が落ち着いてくるとともに、水運は単なる住民の移動手段から、水泳や水郷などの観光航路としての性格をもつようになる。しかし、1960年代から霞ヶ浦の水質汚濁が進むことで水泳場が閉鎖されていき、さらに自動車・道路の普及に伴って水運は衰退。1975年には最後の中距離航路が廃止された。その後はつくば科学万博時に一時的な復活をするものの、すでに廃航になっており、本格的な水運の復活とはなっていない。
これらの中距離航路のほかに霞ケ浦の各地では渡船が存在し、人々の足を担ってきた。比較的最近まで残っていたものとしては、かすみがうら市柏崎と行方市浜の間に就航していた県営渡船「出島丸」（無料）が挙げられるが、1988年に霞ヶ浦大橋が開通し廃止となった。
また、産業としての「水運」としてだけでなく、道路などが未整備だった時代には、霞ヶ浦の周辺では個人が船を所有し、物や人を運ぶのに欠かせない存在であったことも忘れてはならない。特に香取市北部の「十六島」と呼ばれる地域においてはそれが顕著であった。むしろ、陸路はほとんどなく江間（エンマ）とよばれる細かい水路が縦横無尽に入り組んでいた。稲作のためだけでなく、日常生活の移動にも船が使われ、どこの家にもかならず船があった。こうした生活がいわゆる「水郷」とよばれる独特の景観をかたちづくっていた。

### 漁業
1960年ごろの資料によれば、主に漁獲されていたのはワカサギ・シラウオ・ウナギ・シジミ・タンカイ（カラスガイ）・エビ・イサザアミ・ハゼ・フナ・スズキ・タナゴ・コイといったもので、豊かな淡水性の魚介類はもとより、スズキなどの汽水域に生息する魚もよく漁獲されていたが、これ以降、霞ヶ浦の漁業は大きく変化していく。
戦後の1948年に始まった常陸利根川の開削などの治水対策は、洪水時に霞ヶ浦からの排水をよくする効果をもたらしたが、逆に平時の海水の流入もたやすくし、霞ケ浦は汽水湖の性格を強めることとなる。しかし、それによって農業では「塩害」が頻発するようになり、その対策の一環として常陸川水門が設置される（水門自体は治水と利水の両面の目的を持っている）。このことによって、霞ケ浦は海とのつながりを遮断され、淡水化への道を歩むことになる。その結果、スズキなどの汽水魚やウナギなどの生活史の中で海から遡上する魚が減少し、それらの漁獲も減っていく。
また、1960年代後半にはそれまでの帆曳き漁にかわり、効率のよいトロール漁業への転換が進む。これは一時的にワカサギの漁獲量を増加させるものの、資源の枯渇を招き漁獲量は減少していくことになる。また、シジミ以外のタンカイと呼ばれる淡水性の貝類も1970年前後に漁獲が激減。1975年には汽水でしか生息できないヤマトシジミの漁業権の補償がなされた。それとは対照的にワカサギに「食われる」存在でもあるエビ・ハゼ類の漁獲が増加していく。このころは経済成長が進むのと時を同じくして霞ケ浦の富栄養化が進行し、アオコの発生や養殖コイの大量死などが発生するようになってくる時期であるが、1970年代の漁獲総計は13000 - 17000t前後の高水準で推移する。
しかし、1980年以降の漁獲量は急速に減少する一方となる。この減少傾向はほとんどの漁獲種で共通していて、1990年代にはシジミがほとんど姿を消すようになる。そして90年代後半には漁獲総計が70年代の1/5程度にまで減少するに至った。漁獲の内訳をみてみると、比較的エビの量の減少幅が少ないために、全体に占める割合が増加していくのが特徴的である。
近年のこの減少の原因としては、水質の変化によって発生するプランクトンなどが変化し飼料を減少させていることや、築堤などの開発や透明度の悪化などで自然湖岸・湖岸植生が失われ、産卵場や稚魚などの生育場所の消失してしまったこと、ブラックバス・ブルーギル・ペヘレイなどに代表される移入種との生存競争等が考えられている。

### 干拓（高浜入干拓）
1945年に外地からの引揚者や失業者、農家の次男坊・三男坊対策、食料増産のため、政府が「緊急干拓事業実施要綱」を制定し、大規模な干拓が国営・県営で実施される。しかし、最後の干拓地であった高浜入干拓は、米の余剰や自然保護を求める声に加えて山口武秀らの指導の下で地元漁民らの激しい反対運動にあい、漁業権の補償金が支払われたまま1978年に事実上の中止が決定している。
1974年3月8日の衆議院予算委員会では山本鎮彦警察庁警備局長が「(昭和)四十六年以降極左暴力集団が中に介入してまいりまして、これまで三十九件に及ぶ施設あるいは建物の破壊、人命に対する攻撃というようなものが行なわれて、検挙者も三十四名出ておるという状況でございますし、二月においてもかなりの数の極左の集団がそれぞれの施設を攻撃する、こういう状況でございます」と答弁している。
高浜入干拓反対運動が記されている書物としては、下記の例がある：
- 『権力と戦う住民 ― 高浜入り干拓反対闘争』山口武秀/ 拓殖書房
- 『霞ケ浦住民の闘い ― 高浜入干拓阻止の証言』山口武秀 / 筑波書林（土浦） （茨城図書）